# Korhoen
Het korhoen (Lyrurus tetrix; synoniem: Tetrao tetrix) is een vogel uit de onderfamilie van de ruigpoothoenders (Tetraoninae). De soort komt voor in de noordelijke delen van Eurazië en was vroeger vrij algemeen in Nederland en België. Vanaf de jaren 70 van de 20e eeuw is het aantal vogels daar sterk afgenomen tot kleine geïsoleerde populaties, die vatbaar zijn voor uitsterven.

## Kenmerken
Het korhoen is duidelijk seksueel dimorf, wat inhoudt dat de hanen en hennen een verschillend uiterlijk hebben. De haan is ongeveer 49–58 cm lang (inclusief staart) en de hen is 40–45 cm lang. Daarmee is het een middelgrote ruigpoothoender. De haan is zwart met een witte vleugelstreep, ondervleugels en onderstaartdekveren. Heeft een karakteristieke staart in de vorm van een lier, die tijdens de balts wordt opgezet en gespreid. In de vlucht is de staart samengevouwen. Heeft daarnaast een rode wenkbrauw. De hen is bijna volledig grijsbruin met kleine, zwarte banderingen. De staart is niet liervormig. Daarnaast heeft ook het vrouwtje een witte streep op de bovenvleugel, maar deze is smaller dan die van de haan. Het korhoenvrouwtje gelijkt op een vrouwelijk auerhoen (Tetrao urogallus), alleen is een vrouwelijk auerhoen groter (54–63 cm) en heeft een niet-gebandeerde oranjebruine keel. Zowel het mannetje als vrouwtje van het korhoen lijken sterk op het Kaukasisch korhoen (Lyrurus mlokosiewiczi), maar hun verspreidingsgebied overlapt niet. In Groot-Brittannië overlapt hun areaal met die van het Schots sneeuwhoen (Lagopus lagopus scotica). Het vrouwtje van het korhoen lijkt qua verenkleed op het mannetje en vrouwtje van het Schots sneeuwhoen, maar deze is een stuk kleiner (33–38 cm) en is warmer donkerbruin en heeft met witte veren bevederde poten.

### Gedrag
Korhoenders zijn in grote delen van hun areaal standvogels, maar in de meest noordelijke gebieden maken groepen korhoenders vaak omzwervingen van honderden kilometers op zoek naar voedsel. 's Winters graven korhoenders holen, ook iglo's genoemd, in gebieden waar veel sneeuw valt. Deze worden zowel overdag als 's nachts gebruikt om te roesten. Dit wordt vooral gedaan om energie te besparen; energie die nodig is om warm te blijven. Ook worden iglo's gebruikt als de weersomstandigheden relatief mild zijn.

### Balts
Het korhoen baltst op gemeenschappelijke baltsplaatsen. Het baltsen van korhoenders wordt balderen genoemd. In de Pennines in het noorden van Engeland ligt de piek van de balderactiviteit tussen eind april en begin mei. Dit is vergelijkbaar voor andere populaties op die breedtegraad. Tijdens de piek bezoeken de meeste vrouwtjes de mannetjes om te paren. De balts speelt zich in de vroege ochtenduren af, vlak na zonsopgang.

## Voedsel
Voedt zich 's winters voornamelijk met berkenkatjes, scheuten en naalden, kegels en mannelijke bloemen van naaldbomen. In het voorjaar vooral bessen, scheuten en stelen van planten. In de zomer en de herfst eten korhoenders hoofdzakelijk bessen, met name rode bosbes (Vaccinium vitis-idaea), blauwe bosbes (Vaccinium myrtillus) en kleine veenbes (Vaccinium oxycoccos) zijn geliefd. De kuikens voeden zich in de eerste twee weken van hun leven met ongewervelden. Een belangrijk deel van het voedsel bestaat dan uit rupsen (vooral van spanners) en larven van vliesvleugeligen.

## Voortplanting

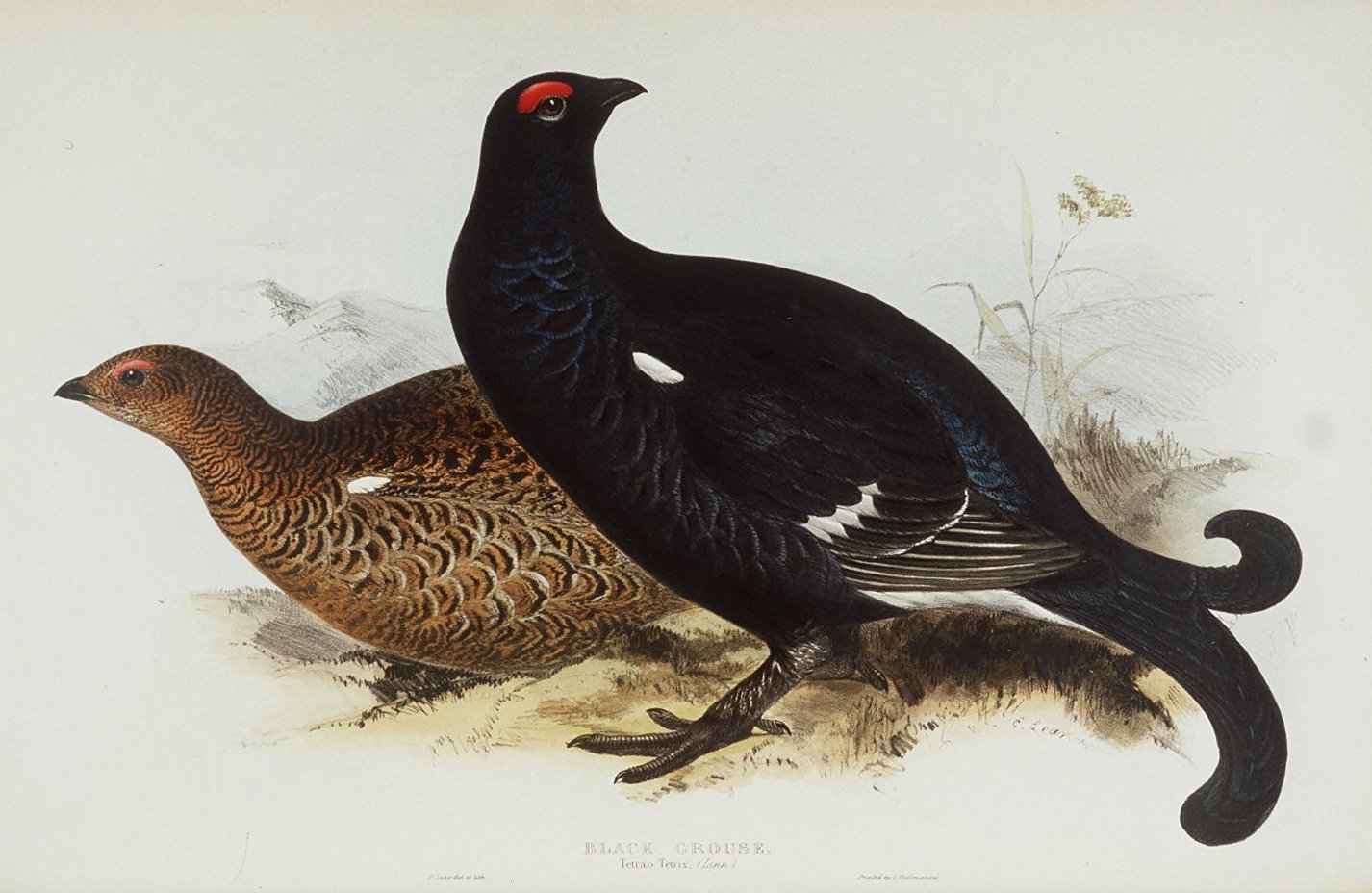
Illustratie van de haan en hen

Het nest is ondiep en bestaat uit plantaardig materiaal en veren. Het nest bevindt zich vaak binnen 1 km afstand van de baltsarena. De eieren worden ongeveer 24 dagen lang door het vrouwtje geïncubeerd in de periode tussen mei en juni. Een legsel bestaat uit acht à tien eieren.

## Biotoop
In West- en Centraal-Europa komt de soort voor in een mozaïek van open gebieden om te baltsen, boomopslagen om te roesten en om 's winters in te foerageren. Dit kunnen extensieve graslanden, hoogvenen of braakliggende terreinen zijn. In de berggebieden van Centraal-Europa komt hij in subalpiene bossen afgewisseld met graslanden voor en net boven de boomgrens. In de boreale zone vooral in veenmoerassen, kaalslagen of andere open terreinen in taiga.

## Verspreiding en ondersoorten
Korhoenders komen in grote delen van noordelijk Eurazië voor, ook in België en Nederland. Het korhoen is in West- en Centraal-Europa een cultuurvolger. Toen de woeste gronden in Oost-Nederland werden ontgonnen ontstonden er uitgestrekte heidevelden waar de vogels goed gedijden. Met het verdwijnen van de heidevelden, de toename van de recreatiedruk en vooral de verdroging van de voedselgebieden is de stand van het korhoen zeer sterk achteruit gegaan. Dit geldt ook voor grote delen van West- en Centraal-Europa.
Er worden zes ondersoorten onderscheiden:
- L. t. britannicus: Schotland, Wales en noordelijk Engeland. De korhoenders die in Nederland voorkwamen behoorden tot deze ondersoort[16]
- L. t. tetrix: van Scandinavië tot Zuid-Frankrijk en Noord-Italië tot aan het noordoosten van Siberië.
- L. t. viridanus: van zuidoostelijk Rusland tot zuidwestelijk Siberië.
- L. t. baikalensis: van zuidoostelijk Rusland tot het noorden van Mongolië en het noordwesten van Mantsjoerije.
- L. t. mongolicus: van oostelijk Kirgizië en het noordwesten van China tot het oosten van Kazachstan, het zuiden van centraal China en westelijk Mongolië.
- L. t. ussuriensis: van oostelijk Siberië en noordoostelijk China tot het noordwesten van het Koreaans schiereiland.

## Geluid
Het vrouwtje heeft een snelle, kakelende roep die eindigt met een nasale, langgerekte noot kakakakakake-ah. De zang van het mannetje is een verdragend, bubbelend, lang aanhoudend koeren rro-perre-oo-ohr rro-perro.... Een ander opvallend geluid, dat ook een zangfunctie heeft, is een hees, sissend tsjoe-iiesjj.

## Status in Nederland en België

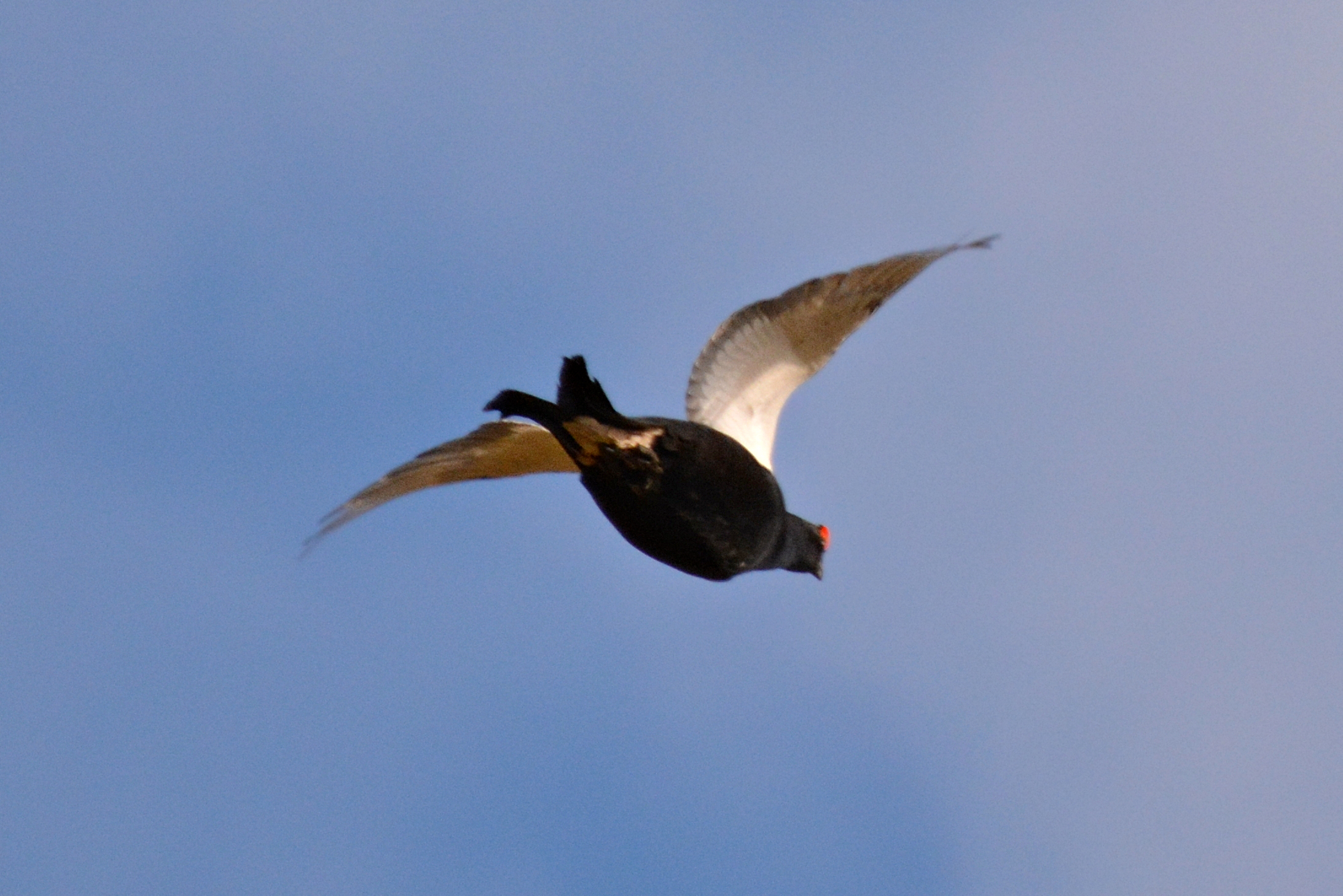
Vliegbeeld van de haan

Omdat er veel onderzoek is gedaan naar het korhoen, is de teloorgang in Nederland uitstekend gedocumenteerd. Volgens Sovon Vogelonderzoek Nederland liep het aantal broedparen in de periode 1976-2007 hard achteruit, er broedden in 2002-2007 nog 15-23 paar in Nederland, terwijl dit er in 1976 nog meer dan 400 waren. In de jaren 80 verdween de vogel uit Drenthe, de Veluwe en het Gooi. In de jaren 90 verdwenen de laatste exemplaren uit Noord-Brabant.
In België kwam het korhoen voor op de heidevelden van de Ardennen en de Kempen (een streek die grotendeels in België ligt maar waarvan het noorden zich in Nederland bevindt). De soort verdween al grotendeels in Wallonië in de jaren 60 en werd toen van de jachtlijst geschrapt. Daarna vond er een kleine opleving plaats van het aantal korhoenders en fluctueerde afhankelijk van de klimaatomstandigheden. Desondanks verdween de soort in de jaren 90 in de laatste gebieden van de Ardennen (Croix-Scaille en Vielsalm) en de laatste waarnemingen in Vlaanderen (Nationaal Park Hoge Kempen) werden gedaan in 1999. Momenteel is er nog een kleine populatie op het Plateau van de Hoge Venen.Deze populatie is onderstussen aan het verstevigen en er zijn plannen om korhoenen uit te zetten in de vorige broedgebieden.

### Herintroductie

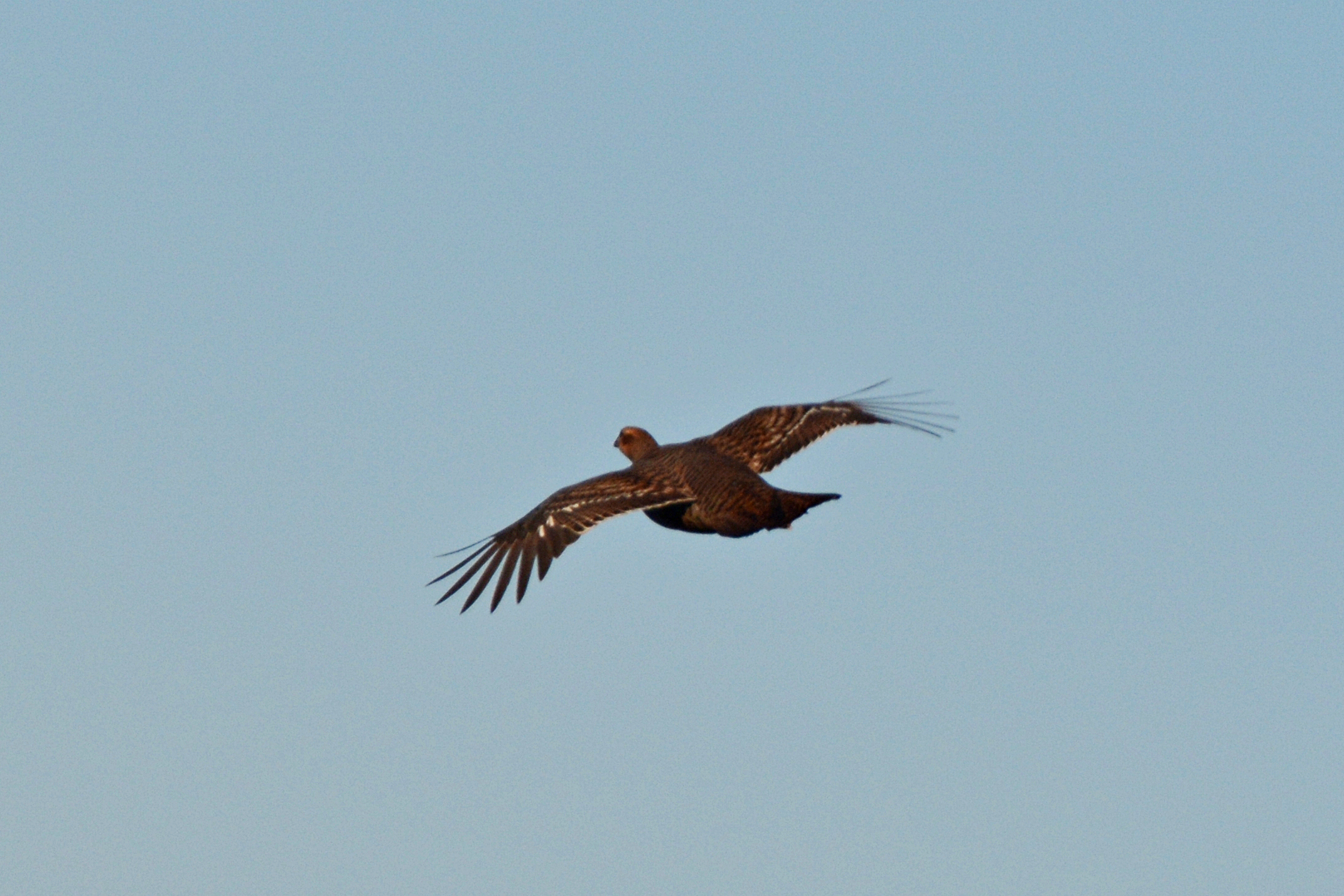
Vliegbeeld van de hen

In Nederland kwam het korhoen lange tijd uitsluitend nog voor in het Nationaal Park Sallandse Heuvelrug. In september 2007 is men echter begonnen met het uitzetten van dieren in Nationaal Park De Hoge Veluwe, waar de laatste korhoenders begin jaren 80 verdwenen. De uitgezette vogels behoorden echter niet tot de ondersoort Tetrao tetrix tetrix, maar waren genetisch gezien licht afwijkend en behoorden tot de ondersoort Tetrao tetrix britannicus. Critici waren bang dat de ondersoorten op termijn gingen vermengen, maar met beide populaties ging het zo slecht dat dit een theoretisch probleem werd.
In het voorjaar van 2013 werden er nog elf korhoenders op de Sallandse Heuvelrug gevonden, waarvan slechts twee hanen. In april werden daar 25 korhoenders uitgezet. Deze vogels waren afkomstig uit Zweden, waar ze gevangen werden. Het betrof hier dus wilde vogels. Deze werden verondersteld een hogere overlevingskans te hebben dan gekweekte exemplaren. Tevens hoopte men dat door "verse" genen het probleem met de kuikensterfte werd verholpen. Er werden namelijk genoeg kuikens geboren, maar geen enkele werd ouder dan een paar dagen. Uiteindelijk bleek dit het gevolg te zijn van voedselgebrek.
Dit project, waarover nogal wat controverse bestond, werd beschouwd als "de laatste kans" voor het korhoen in Nederland. In oktober 2013 werd bekend dat het project wegens gebrek aan resultaat definitief werd beëindigd. De hoeveelheid stikstof in het gebied, afkomstig van de omringende intensieve landbouw, heeft de heidevelden dusdanig aangetast dat ze niet meer bewoonbaar zijn voor korhoenders. Naast het intensieve landgebruik speelden fragmentering van het leefgebied, voedselgebrek en ruimtegebrek ze ook parten. Het korhoen bevond zich in een kritieke fase en ook van de laatste nog aanwezige exemplaren werd verwacht dat ze het niet zouden overleven..
In 2016 werd echter opnieuw een vergunning verleend voor het bijplaatsen van Zweedse korhoenders op de Sallandse Heuvelrug.

## Beschermingsstatus
De Europese populatie werd in 2015 door Birdlife International geschat op 1,22-2,04 miljoen broedparen en staat als niet bedreigd op de Rode Lijst van de IUCN. In de Europese Unie staat de soort op Annex I, II en III van de Vogelrichtlijn. In de meeste West- en Centraal-Europese landen is het korhoen strikt beschermd. In Oostenrijk, Italië en Frankrijk is de jacht sterk gereguleerd. In België, Zwitserland, Duitsland, Frankrijk en Oostenrijk zijn er daarnaast campagnes gestart die tot doel hebben de verstoring van het korhoen te minimaliseren. Zo worden de kerngebieden afgesloten en wandelroutes en skipistes omgelegd.
De soort staat daarom als ernstig bedreigd op de Nederlandse Rode Lijst. De soort staat bovenaan op de Vlaamse Rode Lijst vermeld als uitgestorven.

## Trivia
- Het korhoen is het symbool van het Natuurpark Hoge Venen-Eifel.
- Het wapen van de Noorse gemeente Hamar en de Duitse Samtgemeinde Hanstedt, Wiesmoor, Twist en Hohne bevatten de afbeelding van een gestileerde korhaan.
- In een speciale versie bedoeld voor de Zweedse markt, hebben de whisky-etiketten van de fabrikant Famous Grouse een afbeelding van het korhoen. Famous Grouse sponsorde ook de poging het korhoen van de ondergang te redden in Nederland, door korhoenders uit Zweden in te laten vliegen.[21]

## Gelijkende soorten
- Auerhoen (Tetrao urogallus). Qua uiterlijk (vrouw).
- Kaukasisch korhoen (Lyrurus mlokosiewiczi). Qua uiterlijk (man en vrouw).
- Schots sneeuwhoen (Lagopus lagopus scotica). Qua uiterlijk (vrouw).

## Galerij

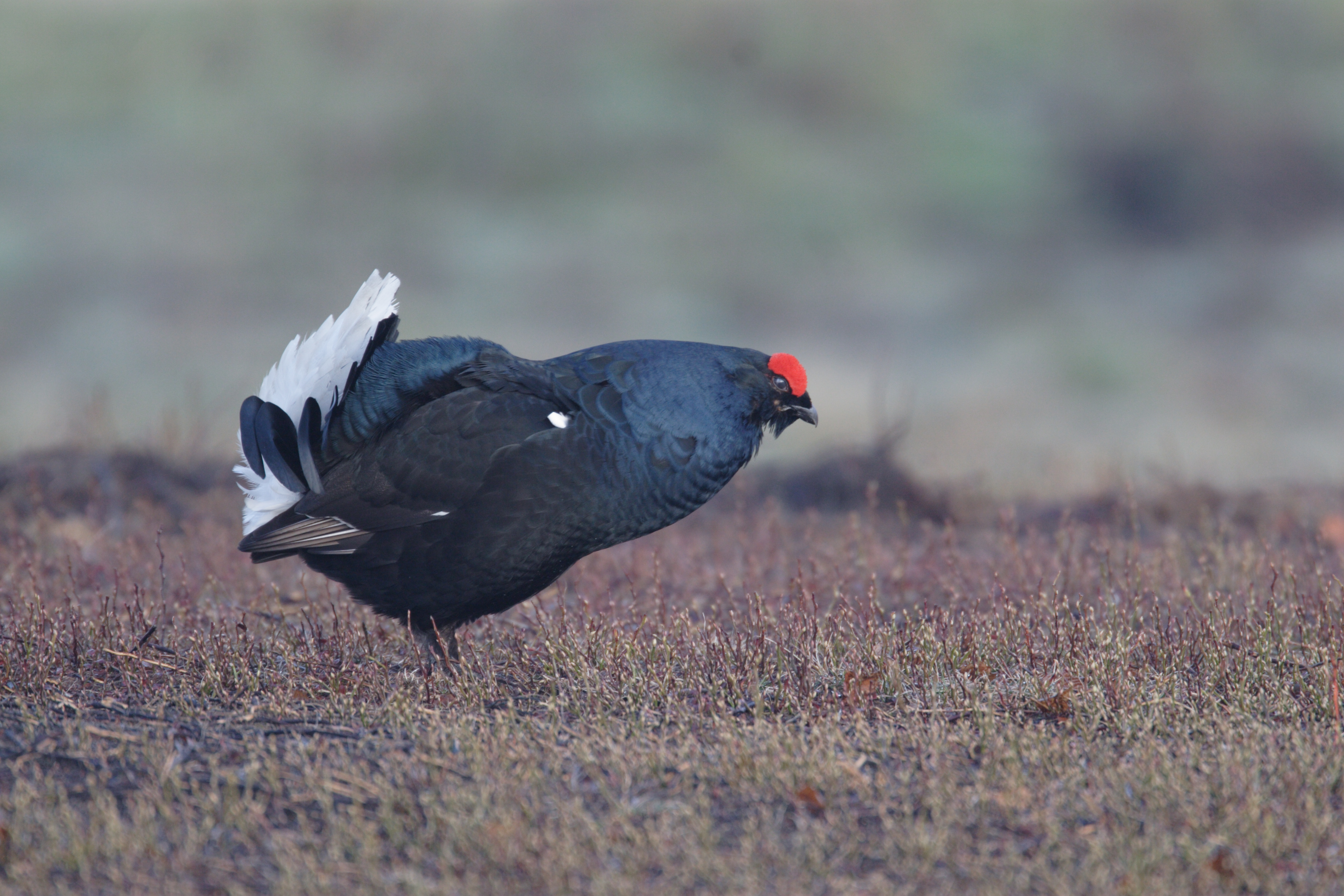
Korhaan op de Lüneburger Heide, Duitsland
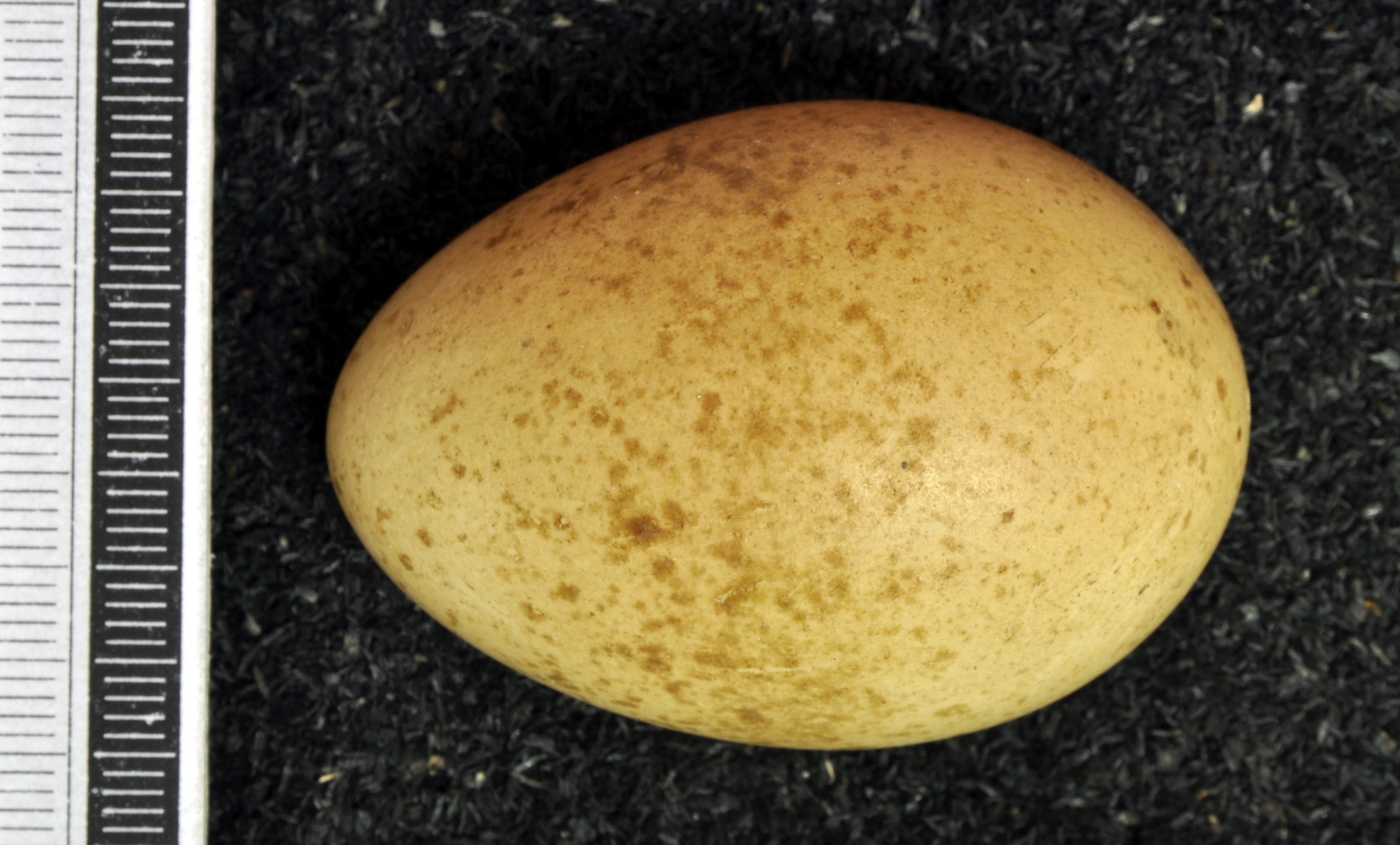
Een ei van het korhoen in Museum Wiesbaden
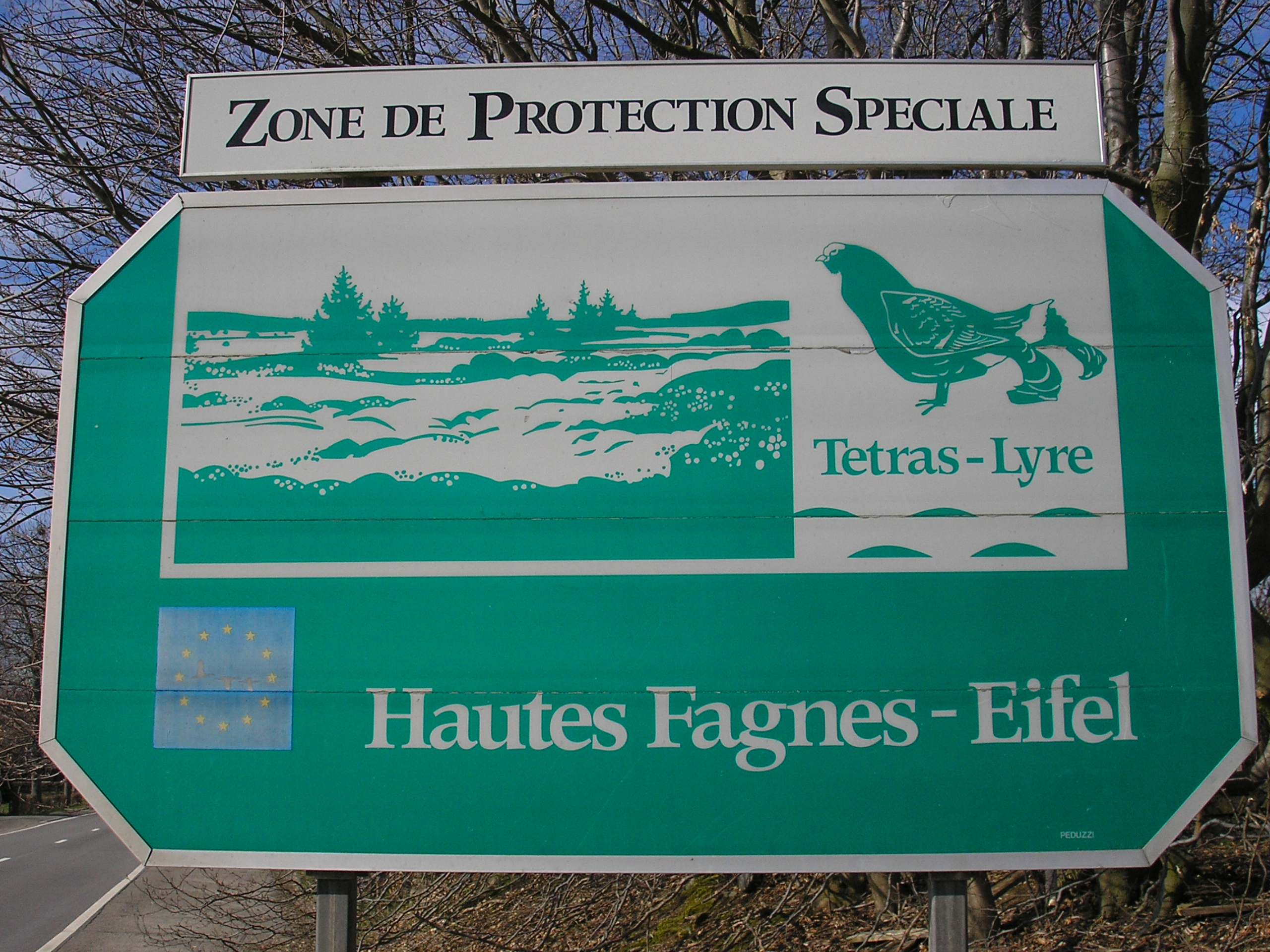
Het korhoen als symbool van het Natuurpark Hoge Venen-Eifel, België
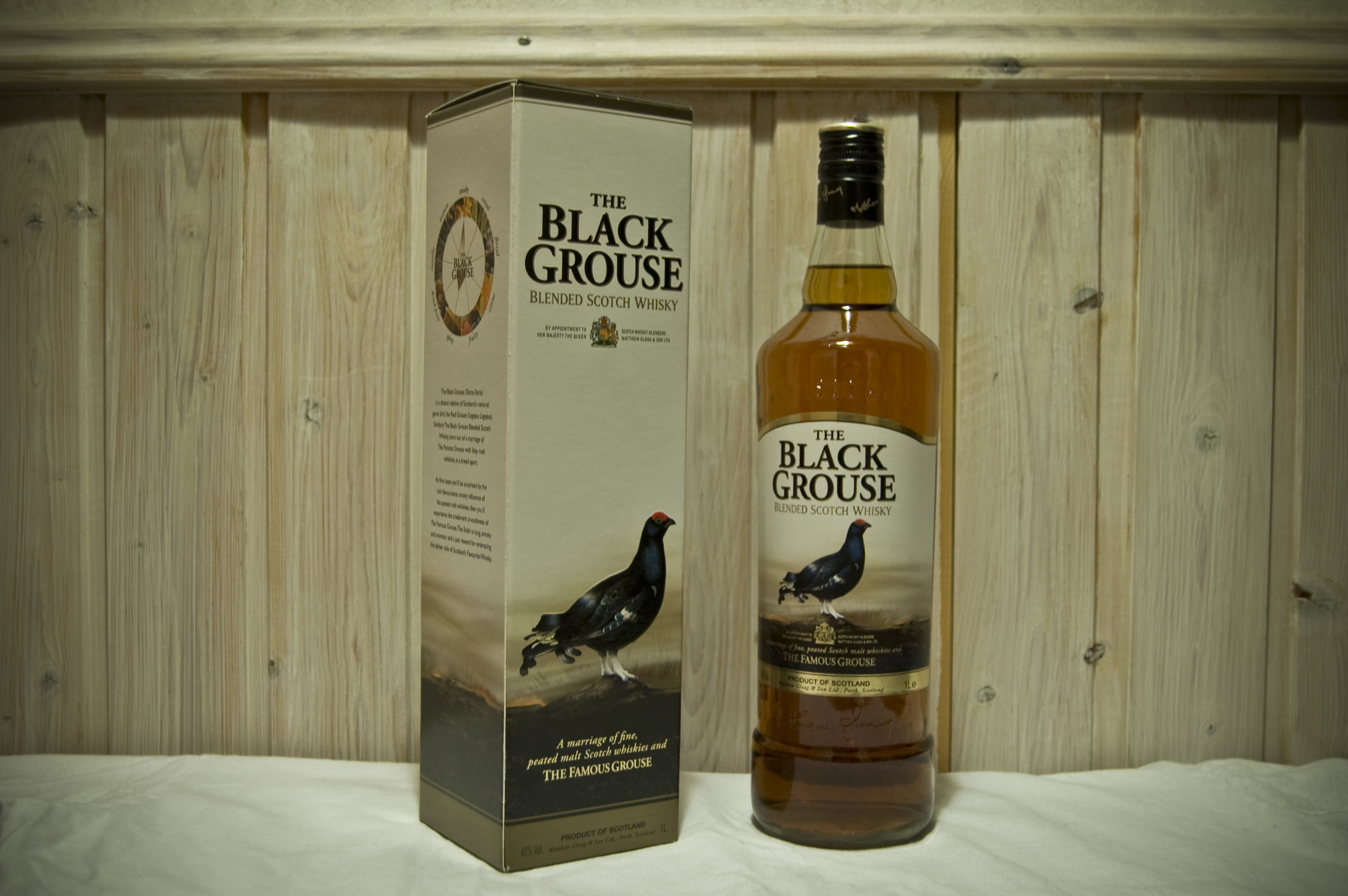
Etiket van het korhoen op een whisky van Famous Grouse
Het wapen van de Duitse Samtgemeinde Hanstedt
Het wapen van de Noorse gemeente Hamar

## Video
- Korhoen vertoont baltsgedrag